# Shah Berunai
Shah Berunai (gestorben 1582) war der achte Sultan von Brunei nach offizieller Zählung. Er regierte nur ein Jahr lang. Er kam 1581 auf den Thron, als sein Vater Saiful Rijal starb.
Berunai starb bereits 1582, ohne männliche Nachkommen. Sein jüngerer Bruder Pengiran Muda Tengah Muhammad Hassan folgte ihm auf den Thron. In seine Regierungszeit fiel der Bau einer Kanone zur Verteidigung Bruneis gegen die Angriffe der Spanier aus Manila, die dort während des Kriegszugs der Spanier gegen Borneo bzw. Brunei (Perang Kastila; Jawi: ڤراڠ كستيلا; Spanisch: Expedición española a Borneo) ihr Hauptquartier hatten.
In jener Zeit beherrschte das Sultanat Brunei die komplette Nord- und Ostküste Borneos und war damit unmittelbarer Nachbar der spanischen Kolonial-Expansion auf den Philippinen.
| Vorgänger    | Amt                         | Nachfolger      |
| ------------ | --------------------------- | --------------- |
| Saiful Rijal | Sultan von Brunei 1581–1582 | Muhammad Hassan |

| Personendaten    | Personendaten     |
| ---------------- | ----------------- |
| NAME             | Berunai, Shah     |
| KURZBESCHREIBUNG | Sultan von Brunei |
| GEBURTSDATUM     | 16. Jahrhundert   |
| STERBEDATUM      | 1582              |